# William Broomfield

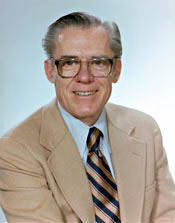
William Broomfield

William S. Broomfield (* 28. April 1922 in Royal Oak, Michigan; † 20. Februar 2019 in Kensington, Maryland) war ein US-amerikanischer Politiker. Zwischen 1957 und 1993 vertrat er den Bundesstaat Michigan im US-Repräsentantenhaus.

## Werdegang
William Broomfield besuchte bis 1940 die High School und studierte danach am Michigan State College in East Lansing. Während des Zweiten Weltkrieges diente er im Fliegerkorps der US Army. Nach dem Krieg arbeitete Broomfield in der Immobilienbranche. Politisch wurde er Mitglied der Republikanischen Partei. Zwischen 1949 und 1954 saß Broomfield als Abgeordneter im Repräsentantenhaus von Michigan, dessen Präsident er im Jahr 1953 war. In den Jahren 1955 und 1956 gehörte er dem Staatssenat an.
Bei den Kongresswahlen des Jahres 1956 wurde Broomfield im 18. Wahlbezirk von Michigan in das US-Repräsentantenhaus in Washington, D.C. gewählt, wo er am 3. Januar 1957 die Nachfolge von George Anthony Dondero antrat. Nach 17 Wiederwahlen konnte er bis zum 3. Januar 1993 insgesamt 18 Legislaturperioden im Kongress absolvieren. Dabei vertrat er zwischen 1973 und 1983 den 19. Distrikt seines Heimatstaates. Nach dessen Auflösung im Jahr 1983 wechselte er wieder in den 18. Wahlbezirk.
Broomfield wurde im Kongress Zeitzeuge aller politischen Ereignisse zwischen 1957 und 1993. Dazu gehörten unter anderem die Bürgerrechtsbewegung, der Vietnamkrieg und die Watergate-Affäre. In dieser Zeit wurden auch der 23., der 24., der 25., der 26. und der 27. Verfassungszusatz verabschiedet.
Im Jahr 1992 verzichtete William Broomfield auf eine weitere Kandidatur. Nach seinem Ausscheiden aus dem US-Repräsentantenhaus gründete er in Michigan eine Stiftung für karitative Zwecke. Am 30. Dezember 2006 nahm Broomfield an der Trauerfeier für den verstorbenen ehemaligen US-Präsidenten Gerald Ford im Kapitol teil und erlitt dabei einen Schwächeanfall. Bill Frist, Mehrheitsführer der Republikaner im Senat und ausgebildeter Herzchirurg, leistete Erste Hilfe.